# 須田朗
須田 朗（すだ あきら、1947年 - ）は、日本の哲学研究者。中央大学名誉教授。専門は、ドイツ近現代哲学。

## 経歴
1947年、千葉県市原市で生まれた。1965年に千葉県立千葉東高等学校を卒業し、山形大学文理学部文学科に進学。哲学を専攻し、1969年に卒業。東北大学大学院文学研究科哲学専攻に進み、1972年に修士課程を修了。1973年に博士課程を単位取得退学した。
同1973年、東北大学文学部助手に採用された。1978年、弘前大学教養部助教授に就いた。1984年に中央大学文学部助教授に転じた。1989年に文学部教授昇格。2017年に中央大学を退職し、名誉教授となった。

## 研究内容・業績
専門はドイツ近現代哲学で、カント及びマルティン・ハイデッガーの研究を主としている。1995年にベストセラーとなったヨースタイン・ゴルデル原作の『ソフィーの世界』日本語版の監修を務めた。

## 著作
著書
- 『もう少し知りたい人のための「ソフィーの世界」哲学ガイド』日本放送出版協会 1996年

共著
- 『行為 他我 自由』(岩波講座 10) 藤沢令夫ほか 岩波書店 1985
- 『基礎講座哲学』木田元・須田朗編 メヂカルフレンド社 1991
  - 文庫化　筑摩書房(ちくま学芸文庫) 2016
- 『キャラクターが来る精神科外来』小林聡幸と共著 金原出版 2022

訳書
- 『カント哲学の形成と形而上学的基礎』H.ハイムゼート著、宮武昭共訳 未来社(フィロソフィア双書) 1981
- 『言語・身体・社会 社会的世界の現象学とマルクス主義』ジョン・オニール (社会学者)（英語版）著、財津理・宮武昭共訳 新曜社 1984
- 『語りあう身体』ジョン・オニール著、紀伊国屋書店 1992
- 『理論を讃えて』ハンス=ゲオルク・ガダマー著、本間謙二共訳　法政大学出版局(叢書ウニベルシタス) 1993
- 『否定弁証法』T・W・アドルノ著、木田元・徳永恂・渡辺祐邦・三島憲一・宮武昭共訳 作品社 1996
- 『フローリアの「告白」』ヨースタイン・ゴルデル著、監修 池田香代子訳　日本放送出版協会 1998
- 『認識問題 近代の哲学と科学における』エルンスト・カッシーラー著、宮武昭・村岡晋一共訳 みすず書房 2000-2013。全4巻中3巻分を担当
- 『哲学人 生きるために哲学を読み直す』ブライアン・マギー著、監訳、近藤隆文訳 日本放送出版協会 2001
- 『ベレーニケに贈る小さな哲学』de著、鈴木仁子共訳 青土社 2001